# Elección legislativa de Francia de 1848
Las elecciones legislativas de Francia de 1848 se realizaron el 23 y 24 de abril de 1848.

## Resultados
| Partido | Partido                | Escaños |
| ------- | ---------------------- | ------- |
|         | Republicanos moderados | 600     |
|         | Legitimistas           | 200     |
|         | Socialistas            | 80      |

- Datos: Q1979769